# Championnats d'Europe de karaté 1980
Les championnats d'Europe de karaté 1980 sont des championnats internationaux de karaté qui ont eu lieu à Barcelone, en Espagne, en 1980. Cette édition a été la quinzième des championnats d'Europe de karaté seniors organisés par la Fédération européenne de karaté chaque année depuis 1966 et la première à proposer des épreuves féminines. Un total de 345 athlètes provenant de 21 pays y ont participé.

## Résultats

### Épreuves individuelles

#### Kata
| Rang | Pays    | Karatéka          |
| ---- | ------- | ----------------- |
| 1    | Italie  | Maronsort         |
| 2    | Espagne | Deogracias Medina |
| 3    | ?       | ?                 |

| Rang | Pays    | Karatéka           |
| ---- | ------- | ------------------ |
| 1    | Italie  | Ferrero            |
| 2    | ?       | ?                  |
| 3    | Espagne | Mª Victoria Moreno |

#### Kumite
| Rang | Pays    | Karatéka |
| ---- | ------- | -------- |
| 1    | Espagne | Arsenal  |
| 2    | ?       | ?        |
| 3    | ?       | ?        |

| Rang | Pays    | Karatéka      |
| ---- | ------- | ------------- |
| 1    | Espagne | José González |
| 2    | ?       | ?             |
| 3    | ?       | ?             |

| Rang | Pays     | Karatéka  |
| ---- | -------- | --------- |
| 1    | Pays-Bas | Rob Poley |
| 2    | ?        | ?         |
| 3    | ?        | ?         |

| Rang | Pays   | Karatéka          |
| ---- | ------ | ----------------- |
| 1    | France | Claude Pettinella |
| 2    | ?      | ?                 |
| 3    | ?      | ?                 |

| Rang | Pays    | Karatéka            |
| ---- | ------- | ------------------- |
| 1    | Espagne | Jean-Pierre Carbila |
| 2    | ?       | ?                   |
| 3    | ?       | ?                   |

| Rang | Pays   | Karatéka         |
| ---- | ------ | ---------------- |
| 1    | France | Patrice Ruggiero |
| 2    | ?      | ?                |
| 3    | ?      | ?                |

## Épreuves par équipe

### Kata par équipe
| Rang | Pays   |
| ---- | ------ |
| 1    | Italie |
| 2    | ?      |
| 3    | ?      |

| Rang | Pays   |
| ---- | ------ |
| 1    | Italie |
| 2    | ?      |
| 3    | ?      |

### Kumite par équipe
| Rang | Pays   | Karatékas                                                                                    |
| ---- | ------ | -------------------------------------------------------------------------------------------- |
| 1    | France | Jean-Luc Montama, Marc Pyrée, Patrice Ruggiero, Bernard Bilicki, Claude Pettinella et Luconi |
| 2    | ?      |                                                                                              |
| 3    | ?      |                                                                                              |